# なん・なんだ
『なん・なんだ』は、2022年1月15日に公開された日本の映画作品。

## 概要
上映からさかのぼること約10年前、監督の山嵜晋平が自殺しようとしていたおじいさんを止めた経験からスタートした企画。離婚ですべてを失ったその人物の半生を聴き、これをモチーフにした映画を撮りたいと企画。しかし企画当初は直接的に描くことに抵抗があり、ファンタジー要素が多く、オブラートに包んだ形だった。脚本の中野がプロットを読んだ際、「死なずに向き合う形のほうがいい」と助言し、逃げられない現実と向き合う話へと改められた。このような制作経緯から山嵜は「テーマとかあんまりないですけどね（笑）」と謙遜も交えて述べている。
映画の宣伝告知を兼ねたインタビュー取材では主演の烏丸せつこが本作の脚本や演出について「古臭い」等批判したことで注目を浴びる。しかし予算の少ない中でのスタッフの働きには感謝を述べており、監督の山嵜も「烏丸さんが、いろいろと言ってくれたおかげで、作品が広まった」と批判的な意見も受け入れている。
キャッチコピーは「人生5度目の青春物語」。
映画監督・瀬々敬久は本作プロデューサーを務める映画評論家の寺脇を讃えており、「日本映画、ピンク映画を見続けてきた寺脇研プロデューサーのケツの拭き方」と推薦コメントを送った。

## ストーリー
結婚40年になる関西在住の三郎と美智子のか夫婦。夏のある日、美智子は「文学教室に行く」と外出。一人ビールを飲みながら妻の帰りを待つ三郎だったが、京都府警から電話がかかってくる。なんと美智子が京都でひき逃げに遭い、意識不明になっているという。病院に急ぐ三郎が意識の戻らない妻の荷物を調べると、古いアルバムとフィルムカメラを発見。フィルムを現像すると見知らぬ男が写り浮気を疑い出す。娘とともに写真の男を探し出すが、三郎は逢瀬を重ねていた事実を受け入れることができず、みっともないほどに狼狽える。たとえ家族であっても、すべてを知っているわけではない。どんな身近な人、愛する人であっても他人である。当たり前の事実を突きつけられた時、人はどう生き、どんな選択を選ぶのだろうか。

## キャスト
小田三郎
演 - 下元史朗
大工を引退。老後の日々を送っている夫。妻は夫が食わすもの、年寄りは目立たず地味に過ごすものという旧態依然とした結婚観、人生観を持つ。
小田美智子
演 - 烏丸せつこ
専業主婦。「文学教室に行く」と出かけ、事故に遭う。老いを重ねても美意識が高い。
甲斐田一雄
演 - 佐野和宏
美智子のカメラに写っていた男性。
知美
演 - 和田光沙
三郎と美智子の一人娘。
鴨下
演 - 吉岡睦雄

梅田勇
演 - 外波山文明
甲斐田浩介
演 - 内藤正記
絹代
演 - 三島ゆり子

## スタッフ
- 監督：山嵜晋平
- 企画：山嵜晋平
- プロデューサー：寺脇研
- 脚本：中野太
- 撮影：山村卓也
- 美術：三藤秀仁
- 衣装：米村和晃
- 音楽：下社敦郎
- 照明：神野誉晃
- 録音：篠崎有矢
- メイク：木内香瑠
- 助監督：冨田大策
- デザイン：成瀬慧
- 製作：なん・なんだ製作運動体
- 配給・宣伝：太秦